# 微波聽覺效應
微波聽覺效應，又稱弗雷效應，是指由脈沖或調變微波作用於人腦時，會產生出可聽喀嚓聲（或經過調變處理的完整字詞）的現象。由於喀嚓聲是直接在人腦中生成，因此不需要任何電子接收裝置。這個效應最早的報告，是出自二戰期間在雷達詢答器附近工作的人員。這種效應導致的聲音附近的其他人是聽不見的。後來發現微波聽覺效應是由電磁波譜中，波長較短的無線電波所引起的。在冷戰期間，美國神經學家艾倫·H·弗雷(Allen H. Frey)研究了這種效應，並且成為第一個發表微波聽覺效應的人。
根據現時所被接受的機制解釋，這是因為人腦受到微波脈沖的急速加熱（輻度很小，約在十萬分之一攝氏度），產生了壓力波，然後經頭骨傳到耳蝸，所以就生成了聽得見的聲音。

## 另見
- 腦機接口